# Anti-AFA
Anti-AFA (ibland kallat Anti-AntiFa) var ett hemligt nätverk som fungerar som en svensk nazistisk underrättelsetjänst.
Nätverket misstänks ha samlat uppgifter om dem som de ser som sina motståndare, till exempel etniska och sexuella minoriteter, politiker, poliser, journalister eller personer som är aktiva anti-rasister.

## Informationen
Den information som Anti-AFA samlade in var till exempel personuppgifter, adresser och passunderlag, som sedan sammanställs i ett register. Registren spreds sedan i nynazistiska kretsar och vid flera tillfällen fick registrerade personer hot, sina fönster sönderslagna eller så blev de utsatta för misshandel.
Syndikalisten Björn Söderberg blev mördad av tre nynazister med samröre till Anti-AFA, efter det att han fått den än idag ledande nynazisten Robert Vesterlund avskedad och utkastad från sin arbetsplats. [källa behövs]

## Historiskt
Nynazister har samlat in uppgifter om sina motståndare ända sedan 1960-talet, men det var först i början av 1990-talet i samband med vit makt-musikens uppsving som våldet och kartläggningen blev systematisk.
Inspirationen till Anti-AFA:s kartläggning av motståndare kom delvis från nynazister i Tyskland. Där gav man år 1993 ut tidningen Der Einblick. Tidningen innehöll namn och bild på 250 antirasister. När flera personer bakom Der Einblick åtalades, flyttade tidningens boxadress till Danmark och sköttes av det danska nazistiska partiet Danmarks Nationalsocialistiske Bevægelse (DNSB).
I England samlades Anti-AFA-nätverket under Combat 18s ledning.
På ett nazistiskt möte hos DNSB i deras hus i Danmark år 1995, deltog personer från den norska nynazisttidningen Fritt Forum, Combat 18 samt svenska Vitt Ariskt Motstånd och Riksfronten. Mötet drog upp riktlinjer för ett internationellt samarbete och resulterade i att nazisternas postbox i Göteborg blev den gemensamma adressen.
Inspirerad av mötet i Danmark inledde Anti-AFA i Göteborg en våldsvåg under sommaren år 1995. Våldet var välorganiserat och Anti-AFA:s motståndare blev systematiskt angripna. Främsta måltavlan var anti-rasister som blev misshandlade och utsatta för brandbombsattentat.
År 1995 gav Anti-AFA i Göteborg ut en egen tidning med namn och adresser på anti-rasister. Tidningen hette Werwolf efter tyskt mönster och innehöll namn, bombrecept och uppmaning att attackera de registrerade och namngivna personerna. Werwolf polisanmäldes men utredningen lades ned i brist på ansvarig utgivare.
År 1997 flyttade Anti-AFA sitt högkvarter från Göteborg till Ale kommun och nya personer tog över ledningen. Detta skedde efter en kort visit i Säffle, Värmland, där den sköttes av en före detta VAM-aktivist.
År 1999 startades en ny Anti-AFA-grupp i Stockholm. Gruppen bestod av medlemmar från bland annat Nationalsocialistisk front, NS Stockholm och Nationell Ungdom. Gruppen sammanställde inte bara namnuppgifter utan sysslade också med en grundligare kartläggning av de personer som registrerats. Anti-AFA-gruppen i Stockholm hade täta kontakter med liknande grupper i Göteborg och Helsingborg och hade fram till juni år 2000 cirka 1 300 personer i sina register (en av personerna bakom Anti-AFA Stockholm, Hampus Hellekant, dömdes i juli 2000 för medhjälp till mordet på syndikalisten Björn Söderberg). Bland de mest uppmärksammade kartläggningar som gjorts av Anti-AFA är den mot journalistparet som drabbades av en bilbomb och den mot den mördade syndikalisten Björn Söderberg.
I juni år 2000 inledde SÄPO en förundersökning beträffande PUL mot tre personer misstänkta för de olika Anti-AFA-registren.